# Mike Melvoin
Mike Melvoin est un pianiste, arrangeur et organiste, membre du célèbre Wrecking Crew, né le 10 mai 1937 à Oshkosh dans l'État du Wisconsin, et mort le 22 février 2012.

## Biographie
Mike Melvoin commence le piano à l'âge de trois ans, et malgré un diplôme d'études de Langue Anglaise au Dartmouth College dans le New Hampshire obtenu en 1959, il décide de poursuivre une carrière dans la musique. Parti pour Los Angeles en 1961, il collabore  à partir de 1962 avec Bones Howe, producteur de disques de jazz - futur producteur des albums The Heart of Saturday Night et Nighthawks at the Diner pour Tom Waits. Puis il devient musicien pour Leroy Vinnegar, Paul Horn, Peggy Lee, Tom Waits ou encore Paul Anka. Il a collaboré artistes parus chez Concord Jazz, comme pianiste de session et dans les clubs de Los Angeles. Il accompagne également Kenneth Rexroth, invité pour des lectures de ses poèmes au Dartmouth College. Il fut musicien pour Fifth Dimension, a joué sur l'album Pets des Beach Boys. On sait que Mike Melvoin se sentit lésé quand Tom Waits ne le rappela plus après leurs nombreuses collaborations.
Ses enfants Wendy Melvoin (ancienne guitariste de The Revolution) et Susannah Melvoin, musiciennes professionnelles ont fait partie du cercle intime de Prince vers la fin des années 80. Son fils Jonathan Melvoin, décédé d'une overdose en 1996, fut claviériste du groupe The Smashing Pumpkins.

## Discographie
- Keys To Your Mind (Liberty Records, 1966)
- Between The Two (Liberty, 1968)
- The Plastic Cow Goes Moooooog (Dot Records)
- Titre Inconnu (Discwasher, 1979)
- Redeye (Voss Records, 1988)
- The Capitol Sessions (avec Charlie Haden et Bill Henderson) (Naim, 1999)
- Oh Baby (City Light, 2002)
- It's Always You (avec Phil Woods) (City Light, 2003)
- Like Jazz (avec David Basse) (City Light, 2003)
- Playing the Word (City Light, 2006)
- You Know (City Light, 2006)

### Collaborations
- The Heart of Saturday Night  (pianiste et arrangeur)
- Nighthawks at the Diner  (pianiste et arrangeur)
- Avec Gábor Szabó :
- Light My Fire (Impulse!, 1967) avec Bob Thiele
- Wind, Sky and Diamonds (Impulse!, 1967)